# Elaphria nucicolora
Elaphria nucicolora är en fjärilsart som beskrevs av Achille Guenée 1852. Elaphria nucicolora ingår i släktet Elaphria och familjen nattflyn. Inga underarter finns listade i Catalogue of Life.